# Ermanno Salvaterra

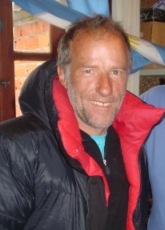
Ermanno Salvaterra (2005)

Ermanno Salvaterra (geboren 21. Januar 1955 in Pinzolo; gestorben 18. August 2023 am Campanile Alto in der Brentagruppe) war ein italienischer Bergsteiger, Bergführer und Dokumentarfilmer. Internationale Bekanntheit erlangte er durch seine Begehungen am Cerro Torre in Patagonien, weshalb er als der Uomo del Torre (italienisch für Mann des Torre) bezeichnet wurde.

## Leben
Salvaterra erlernte das Klettern als Autodidakt in der Brentagruppe. Seine Eltern waren langjährige Hüttenwirte des Rifugio Dodici Apostoli, so dass er bereits als Kind die Sommer auf der Hütte verbrachte. In der Umgebung der Hütte machte er auch seine ersten Gehversuche als Bergsteiger. Mit elf Jahren bestieg er mit dem 2891 m hohen Torre d’Algola seinen ersten Berg. Einige Alpinisten hatten zuvor seine Begeisterung für die Berge erkannt und ihn als Seilgefährten mitgenommen.
Als er 20 Jahre alt war, wurde er Skilehrer und vier Jahre später Bergführer. Bereits in jungen Jahren eröffnete er zahlreiche neue Routen in der Brenta, darunter am Campanile Basso und am Crozzon di Brenta. Die Route „Super Maria“ am Crozzon widmete er seiner Großmutter. Von Renato Casarotto angeregt, begann er sich für die Berge in Patagonien zu interessieren. 1982 brach er mit Elio Orlandi zu seiner ersten Südamerikaexpedition nach Patagonien auf. Dort durchstiegen sie die von Cesare Maestri 1970 unter Kompressoreinsatz eröffnete Route am Cerro Torre. 50 m unterhalb des Gipfels waren sie allerdings zur Umkehr gezwungen. Salvaterra berichtete später in seinem 2021 erschienenen Buch, dass ihnen am Morgen des letzten Aufstiegtages in der Wand der Proviant ausgegangen war.
Bereits im Jahr darauf gelang ihm im zweiten Versuch zusammen mit Maurizio Giarolli und Orlandi die erste Wiederholung der Kompressorroute. In derselben Saison bestieg er den Fitz Roy, die Aguja Poincenot und die Aguja Guillaumet. 1984 zog es ihn in den Himalaya. Die geplante Besteigung des 8445 m hohen Makalu scheiterte allerdings aufgrund mehrerer widriger Umstände auf einer Höhe von 7000 m. An der Makalu-Expedition waren neben Salvaterra unter anderem auch Sergio Martini, Fausto De Stefani und Toni Valeruz beteiligt, denen ebenfalls der Gipfel versagt blieb.
1985 gelang Salvaterra in einer Vierer-Seilschaft die erste Winterbegehung des Cerro Torre. Elf Tage musste die Seilschaft dabei in der Wand verbringen. In den 1980er Jahren machte er sich aber auch in der Brenta mit mehreren aufeinanderfolgenden Alleinbegehungen in Rekordzeiten einen Namen. So bestieg er in 9 ½ Stunden nacheinander den Crozzon di Brenta, die Cima Brenta Bassa, den Campanile Basso über die Fehrmann- und die Preuß-Route und den Westgrat des Campanile Alto. Drei Jahre später durchstieg er gleich fünf Wände nacheinander im Alleingang in weniger als 12 Stunden am Crozzon di Brenta, Cima Tosa, Cima Brenta Alta, Campanile Basso und Campanile Alto. Neben der Bergsteigerei versuchte er sich ab 1986 auch im Geschwindigkeitsskifahren. Mit 211,640 km/h stellte er 1988 einen italienischen Rekord auf, der fünf Jahre lang Bestand hatte.
Seine Leidenschaft galt aber dem Cerro Torre. Insgesamt fünf neue Routen eröffnete er auf dem Cerro. 1989 machte ihm das Wetter einen Strich durch die Rechnung, als er mit Maurizio Giarolli und Elio Orlandi die beieinander liegenden Cerro Standhart, Punta Herron, Torre Egger und Cerro Torre nacheinander besteigen wollte. Auch spätere Versuche, die vier Berge nacheinander zu besteigen, scheiterten. 1995 eröffnete er die Route „Infinito Sud“ auf den Cerro Torre, für die er und seine Begleiter 24 Tage in der Wand verbrachten, wobei sie eine Aluminiumbox als Schlafplatz mit sich führten. 2005 gelang es ihm mit Rolando Garibotti und Alessandro Beltrami erstmals, auf der in Teilen angeblich von Cesare Maestri und Toni Egger 1959 begangenen Route auf den Cerro Torre bis zum Gipfel durchzusteigen. Später erzählte er, dass er dabei auf keinerlei Spuren einer vorherigen Besteigung gestoßen sei. Damit schürte er die Diskussionen um Maestri an, obwohl er ihn stets verteidigt hatte.
Ermanno Salvaterra war zudem begeisterter Dokumentarfilmer. Insgesamt drehte er elf Filme, die zum Teil ausgezeichnet wurden.
Salvaterra verunglückte tödlich im Alter von 68 Jahren bei der Besteigung des Campanile Alto in der Brentagruppe.

## Veröffentlichungen (Auswahl)

### Filmografie
- 1992: Blu Patagonia
- 1996: Infinito sud, ausgezeichnet auf dem Trento Film Festival
- 2002: Pensieri nel Vento, ausgezeichnet auf dem Trento Film Festival
- 2006: Cerro Torre, el Arca del los Vientos, ausgezeichnet auf dem Berg- und Abenteuerfilmfestival Graz

### Schriften
- L’uomo del Torre: pensieri nel vento. Alpine Studio, Lecco 2011, ISBN 978-88-96822-09-8.
- Patagonia il grande sogno. Mondadori, Mailand 2021, ISBN 978-88-918-2826-2.